# La Plata (Kolumbien)
La Plata ist eine Gemeinde (municipio) im Departamento Huila in Kolumbien.

## Geographie
La Plata liegt in Huila, in der Subregion Suboccidente, 122 km von Neiva entfernt auf einer Höhe von 1118 m ü. NN und hat eine Durchschnittstemperatur von 23 °C. Das Gebiet der Gemeinde ist geprägt von den Erhebungen Sierra Nevada de los Coconucos und den Serranías de las Minas und Yarumal, die zur Zentralkordillere der Anden gehören, sowie dazwischen liegenden Ebenen. Die Gemeinde grenzt im Norden und Westen an Inzá und Páez im Departamento del Cauca, im Süden an La Argentina und im Osten an Paicol und Pital.

## Bevölkerung
Die Gemeinde La Plata hat 63.404 Einwohner, von denen 26.300 im städtischen Teil (cabecera municipal) der Gemeinde leben (Stand: 2022).

## Geschichte
Das Gebiet von La Plata war schon lange vor der Ankunft der Spanier vom indigenen Volk der Paez bewohnt. Das heutige La Plata wurde 1651 von Diego de Ospina y Maldonado gegründet, wobei am Anfang die Errichtung der Kirchengemeinde San Sebastián de La Plata stand. Die Gründung stand im Zusammenhang mit der Suche von Sebastián de Belalcázar nach Eldorado sowie mit dem Interesse an den in der Region zu findenden Silberminen.

## Wirtschaft
Die wichtigsten Wirtschaftszweige von La Plata sind Landwirtschaft, Rinderproduktion und Teichwirtschaft. Insbesondere werden Reis, Kaffee, Bananen, Kakao, Mais, Zuckerrohr, Bohnen, Kartoffeln und Obst angebaut.

## Söhne und Töchter der Stadt
- Raúl Reyes (1948–2008), FARC-Vizechef